# 尚代肯 (紐約州)
尚代肯（英語：Shandaken）是一個位於美國紐約州阿爾斯特縣的鎮。

## 人口
根據2020年美國人口普查的數據，尚代肯的面積為310.39平方千米，當中陸地面積為310.24平方千米，而水域面積為0.15平方千米。當地共有人口2866人，而人口密度為每平方千米9人。